# Selmeczi Borbála
Selmeczi Borbála (Miskolc, 1979. augusztus 23. – 2017. május 21.) zenetanár, karvezető, műsorvezető, szerkesztő.

## Életútja
Édesapja Selmeczi György zeneszerző, édesanyja Kincses Margit zongoraművész. A Liszt Ferenc Zeneművészeti Egyetem ének-zene tanár, karvezető szakán szerezte meg diplomáját. 2003-tól kezdve a Színház- és Filmművészeti Egyetem tanára volt, ahol zeneelméletet, zenetörténetet, kottaolvasást és zenei írás-olvasást tanított.
Zenei szerkesztő volt a Duna Televízióban és a Bartók Rádióban, műsoraiban folyamatosan tájékoztatott az erdélyi magyar zenei élet értékeiről, történéseiről, így például a Kolozsvári Állami Magyar Operával kapcsolatos eseményekről is. Több éven keresztül szerepelt a Duna Televízió műsorán a Dunáról fúj a szél című sorozat, aminek műsorvezetőjeként népdalokat tanított. Szerkesztője volt a Hárman Erdélyben című dokumentumfilmnek (2009), illetve társszerkesztője a Zenei Műhely című sorozatnak.